# 雷春国
雷春国（1923年—1967年1月12日），景颇族，云南省陇川县人，族名穆日·道光阿国，中华人民共和国政治人物。

## 生平
曾任第一、二、三届全国人大代表，世袭大山官，是中国景颇族地区最具实力和声望的个别大山官之一，在缅北克钦族地区亦有一定的影响力。曾与其胞兄雷春贤（穆日·道光阿扎，前任大山官）组织景颇族抗日游击队，在德宏沦陷区开展敌后抗日。1952年参加革命工作，1959年加入中国共产党，先后担任保山地区民委副主任、德宏傣族景颇族自治区副主席、德宏傣族景颇族自治州副州长、国家民族事务委员会委员，第一届全国人大民族委员会委员，“片古岗”管理委员会副主任。1961年随同周恩来总理出访缅甸，参与中缅划界和片马、古浪、岗房地区的接收工作。为加强民族团结、促进边疆地区的社会主义建设做了许多工作。文化大革命中被迫害，1967年1月12日逝世。